# Kimono My House
Albums de Sparks
A Woofer in Tweeter's Clothing
(1972) Propaganda
(1974)
Singles
1. This Town Ain't Big Enough for Both of Us
Sortie : avril 1974
2. Amateur Hour (en)
Sortie : juillet 1974
3. Hasta Mañana, Monsieur
Sortie : septembre 1974
4. Talent Is an Asset
Sortie : novembre 1974

Kimono My House est le troisième album du groupe américain de rock Sparks. Il est sorti en 1974 sur le label Island Records.
C'est le premier album du groupe après le départ des frères Ron et Russell Mael des États-Unis. Arrivés au Royaume-Uni, ils recrutent trois musiciens britanniques pour les accompagner : le guitariste Adrian Fisher (en), le bassiste Martin Gordon (en) et le batteur Dinky Diamond (en). Produit par Muff Winwood, l'album contient le single This Town Ain't Big Enough for Both of Us qui se classe no 2 des ventes au Royaume-Uni.

## Fiche technique

### Chansons
Toutes les chansons sont écrites et composées par Ron Mael, sauf mention contraire.
| 1. | This Town Ain't Big Enough for Both of Us |  | 3:05 |
| 2. | Amateur Hour (en)                         |  | 3:37 |
| 3. | Falling in Love with Myself Again         |  | 3:03 |
| 4. | Here in Heaven                            |  | 2:48 |
| 5. | Thank God It's Not Christmas              |  | 5:07 |

| 6.  | Hasta Mañana, Monsieur | Russell Mael, Ron Mael | 3:52 |
| 7.  | Talent Is an Asset     |                        | 3:21 |
| 8.  | Complaints             |                        | 2:50 |
| 9.  | In My Family           | Russell Mael, Ron Mael | 3:48 |
| 10. | Equator                |                        | 4:42 |

### Musiciens

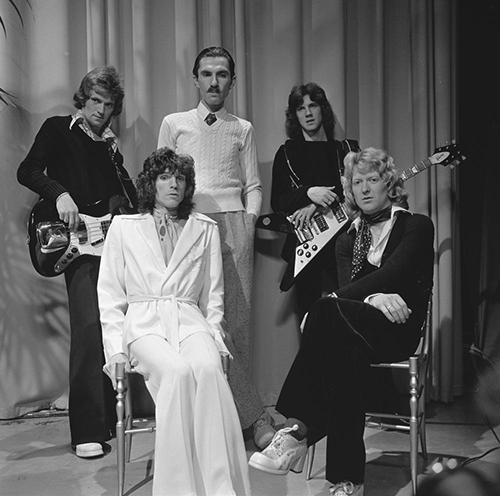
Sparks en 1974.

- Russell Mael : chant
- Ron Mael : claviers
- Adrian Fisher (en) : guitare
- Martin Gordon (en) : basse
- Dinky Diamond (en) : batterie

### Équipe de production
- Muff Winwood : producteur
- Richard Digby-Smith, Tony Platt, Bill Price : ingénieurs du son
- Nicholas de Ville : direction artistique
- Ron Mael : idée de pochette
- Karl Stoeker : photographie
- Bob Bowkett, CCS : pochette

### Classements et certifications
| Pays (classement)             | Meilleure position |
| ----------------------------- | ------------------ |
| États-Unis (Billboard 200)    | 101                |
| Pays-Bas (Mega Album Top 100) | 10                 |
| Royaume-Uni (UK Albums Chart) | 4                  |

| Pays              | Certification | Date               | Ventes certifiées |
| ----------------- | ------------- | ------------------ | ----------------- |
| Royaume-Uni (BPI) | Or            | 1er septembre 1974 | 100 000           |